# Zelominor malagensis
Espèce
Zelominor malagensis est une espèce d'araignées aranéomorphes de la famille des Gnaphosidae.

## Distribution
Cette espèce est endémique d'Espagne.

## Étymologie
Son nom d'espèce, composé de malag[a] et du suffixe latin -ensis, « qui vit dans, qui habite », lui a été donné en référence au lieu de sa découverte, la province de Malaga.

## Publication originale
- Snazell & Murphy, 1997 : Zelominor (Araneae, Gnaphosidae), a new genus of zelotine spider from the western Mediterranean region. Bulletin of the British Arachnological Society, vol. 10, p. 260-264.